# Pilibhit
Pilibhit (hindi पीलीभीत) – miasto w północnych Indiach, w stanie Uttar Pradesh, na Nizinie Gangesu. Populacja miasta w 2001 roku wynosiła 124 082 mieszkańców.
W mieście rozwinął się przemysł spożywczy. Jest ośrodkiem handlu produktami rolniczymi.
W mieście znajduje się zabytkowy meczet z XVIII wieku.